# Euphausia
Euphausia is het grootste geslacht uit de familie Euphausiidae en de orde Euphausiacea. De naam krill wordt gebruikt voor alle vertegenwoordigers uit de orde  Euphausiacea. Deze orde bestaat uit 2 families, waarvan de Euphausiidae de bekendste is. Het geslacht Euphausia is met meer dan 30 soorten het grootste van deze familie.
Krill komt voor op het zuidelijk halfrond in de Grote Oceaan. Daar zijn Euphausia superba (antarctische krill) en Euphausia crystallorophias (ijskrill) de bekendse soorten. Maar ook in het hoge noorden van de Grote Oceaan komt krill voor, zoals de soort Euphausia pacifica (arctische krill). 

## Lijst van soorten
| - Euphausia americana Hansen, 1911 - Euphausia brevis Hansen, 1905 - Euphausia crystallorophias Holt & W. M. Tattersall, 1906 - ijskrill - Euphausia diomedeae Ortmann, 1894 - Euphausia distinguenda Hansen, 1908 - Euphausia eximia Hansen, 1911 - Euphausia fallax Hansen, 1916 - Euphausia frigida Hansen, 1911 - Euphausia gibba G. O. Sars, 1883 - Euphausia gibboides Ortmann, 1893 - Euphausia hanseni Zimmer, 1915 - Euphausia hemigibba Hansen, 1910 - Euphausia krohnii (Brandt, 1851) - Euphausia lamelligera Hansen, 1911 - Euphausia longirostris Hansen, 1908 | - Euphausia lucens Hansen, 1905 - Euphausia mucronata G. O. Sars, 1883 - Euphausia mutica Hansen, 1905 - Euphausia nana Brinton, 1962 - Euphausia pacifica Hansen, 1911 - Arctische krill - Euphausia paragibba Hansen, 1910 - Euphausia pseudogibba Ortmann, 1893 - Euphausia recurva Hansen, 1905 - Euphausia sanzoi Torelli, 1934 - Euphausia sibogae Hansen, 1908 - Euphausia similis G. O. Sars, 1885 - Euphausia spinifera G. O. Sars, 1885 - Euphausia superba Dana, 1852 - Antarctische krill - Euphausia tenera Hansen, 1905 - Euphausia triacantha Holt and Tattersall, 1906 - Euphausia vallentini Stebbing, 1900 |